# Robot de coordenadas cartesianas

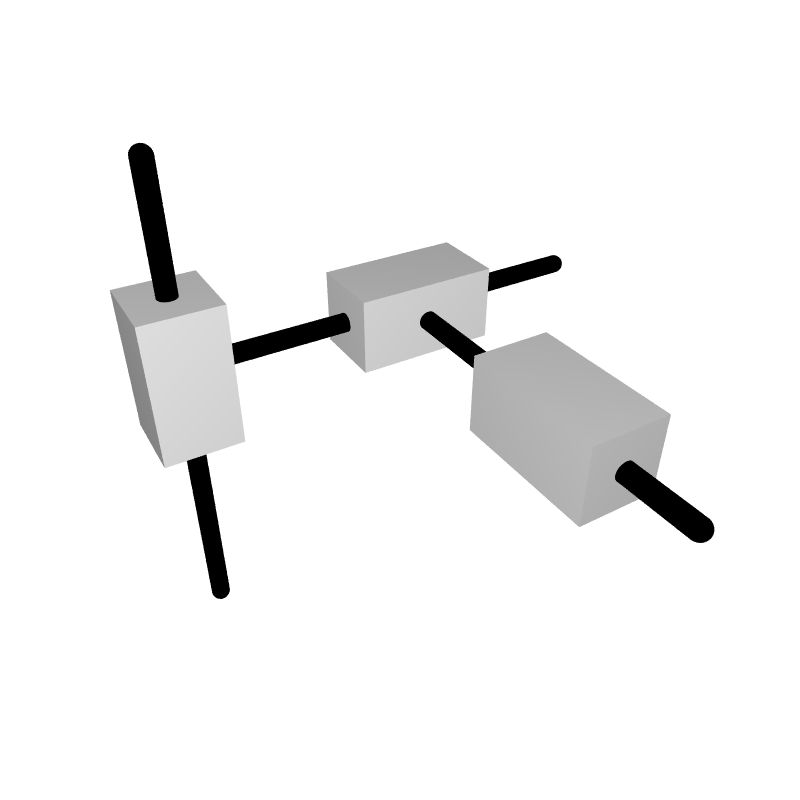
Esquema cinemático de un robot cartesiano

Un robot de coordenadas cartesianas (también llamado robot cartesiano) es un robot industrial cuyos tres ejes principales de control son lineales (se mueven en línea recta en lugar de rotar) y forman ángulos rectos unos respecto de los otros. Además de otras características, esta configuración mecánica simplifica las ecuaciones en el control de los brazos robóticos. Los robots de coordenadas cartesianas con el eje horizontal limitado y apoyado en sus extremos se denominan robots pórtico y normalmente son bastante grandes.
Una aplicación muy extendida para este tipo de robots es la máquina de control numérico (CN). Las aplicaciones más sencillas son las usadas en las máquinas de fresado o dibujo, donde un taladro o pluma se traslada a lo largo de un plano x-y mientras la herramienta sube y baja sobre la superficie para crear un preciso diseño.